# Owstonia pectinifer
Owstonia pectinifer es una especie de peces de la familia Cepolidae en el orden de los Perciformes.

## Distribución geográfica
Se encuentra en el Índico y al oeste del Pacífico.